# Campbellton (Flórida)
Campbellton é uma vila localizada no estado americano da Flórida, no condado de Jackson. Foi incorporada em 1925.

## Geografia
De acordo com o United States Census Bureau, a vila tem uma área de 6,7 km², onde 6,5 km² estão cobertos por terra e 0,2 km² por água.

### Localidades na vizinhança
O diagrama seguinte representa as localidades num raio de 24 km ao redor de Campbellton.

## Demografia
Segundo o censo nacional de 2010, a sua população é de 230 habitantes e sua densidade populacional é de 35,24 hab/km². Possui 140 residências, que resulta em uma densidade de 21,45 residências/km².